# 汪榯
汪榯，江南徽州府休寧縣（今安徽省休寧縣）人，清朝政治人物、進士出身。
康熙五十一年（1712年），登進士。康熙六十一年，任兵部職方司主事。雍正四年，任工部營繕司郎中；雍正五年，任湖南長沙府知府。后改任湖南分守衡永郴道按察使司副使、戶科給事中。汪澐之子。